# Christopher Jackson
Christopher Aiden-Lee Jackson (30 de setembro de 1975) é um professor de geociência sustentável britânico na Universidade de Manchester, tendo sido anteriormente catedrático no Imperial College London.
Apresentou em 2020 a Royal Institution Christmas Lectures, sendo o primeiro cientista negro a participar como palestrante deste evento.

## Prêmios
- 2013: Medalha Bigsby